# Richard Lineback
Richard D. Lineback, född 4 februari 1952 i Frankfurt am Main i dåvarande Västtyskland, är en amerikansk skådespelare, som bland annat har medverkat i filmer som Speed, Twister och Varsity Blues. Han har också spelat rollen som vicesheriffen Dodd i skräckfilmen Fredagen den 13:e del 5 – En ny början.
Lineback föddes som son till Carl Mayo Lineback (1922–2004) och Dorothy Anne Darnall (1923–2008). Familjen, som på den tiden även bestod av de två yngre syskonen Robert B. (född 1953) och Carol A. Lineback (född 1955), flyttade 1965 till Austin, Texas. Han gick ut från John H. Reagan High School 1970 för att sedan påbörja studier på University of Texas at Austin. Han flyttade till Los Angeles för att få en karriär som skådespelare.

## Filmografi (i urval)

### Filmer
- 1981 – Det hårda landet
- 1985 – Fredagen den 13:e del 5 – En ny början
- 1993 – Sommersby
- 1994 – Speed
- 1994 – Natural Born Killers
- 1995 – The Stars Fell on Henrietta
- 1996 – Twister
- 1996 – Tin Cup
- 1997 – Schakalen
- 1998 – Blodsband
- 1998 – Bröderna Deedles
- 1999 – Varsity Blues
- 2000 – Ready to Rumble
- 2002 – The Ring

### TV-serier
- 1979 – M*A*S*H (TV-serie) (även 1982)
- 1986 – Matlock (TV-serie)
- 1994 – Pestens tid (TV-serie)
- 2003 – Star Trek: Enterprise (TV-serie)
- 2008 – NCIS (TV-serie)